# Brackettville
Brackettville é uma cidade localizada no estado norte-americano de Texas, no Condado de Kinney.

## Demografia
Segundo o censo norte-americano de 2000, a sua população era de 1876 habitantes. 
Em 2006, foi estimada uma população de 1832, um decréscimo de 44 (-2.3%).

## Geografia
De acordo com o United States Census Bureau tem uma área de 
8,2 km², dos quais 8,2 km² cobertos por terra e 0,0 km² cobertos por água. Brackettville localiza-se a aproximadamente 351 m acima do nível do mar.

## Localidades na vizinhança
O diagrama seguinte representa as localidades num raio de 48 km ao redor de Brackettville. 